# Nati nel 1723
| Questa pagina contiene informazioni ricavate automaticamente dalle voci biografiche con l'ausilio del template Bio e di un bot. L'aggiornamento è periodico e automatico e ricostruisce completamente la pagina. Se manca una persona in questa lista, sei pregato di non aggiungerla, ma accertati piuttosto che la sua voce biografica contenga il template Bio e che i dati anagrafici siano correttamente compilati. Se il template Bio manca, inseriscilo tu stesso o, in alternativa, metti l'avviso {{tmp\|Bio}} che ne segnala la mancanza. Se i dati riportati sono sbagliati, correggi direttamente la voce biografica; le modifiche saranno visibili in questa lista entro pochi giorni. Per chiarimenti vedi il progetto biografie. La lista contiene solo le 144 persone che sono citate nell'enciclopedia e per le quali è stato implementato correttamente il template Bio. Pagina aggiornata al 2 ago 2025. |

## Gennaio(6)
- 1º gennaio - Goronwy Owen, presbitero e poeta gallese († 1769)
- 3 gennaio - Pierre Patte, architetto e incisore francese († 1814)
- 5 gennaio - Nicole-Reine Lepaute, astronoma e matematica francese († 1788)
- 16 gennaio - Wenzel Ferdinand von Lobkowicz, nobile ceco († 1739)
- 17 gennaio - Antoine Dupré, inventore francese († 1782)
- 25 gennaio - La Clairon, attrice teatrale francese († 1803)

## Febbraio(8)
- 3 febbraio - Catherine Read, pittrice scozzese († 1778)
- 10 febbraio - Alexander Montgomerie, X conte di Eglinton, nobile scozzese († 1769)
- 13 febbraio - Antoine Louis, chirurgo e fisiologo francese († 1792)
- 15 febbraio - John Witherspoon, politico scozzese († 1794)
- 17 febbraio - Tobias Mayer, astronomo, cartografo e matematico tedesco († 1762)
- 17 febbraio - Lev Aleksandrovič Puškin, ufficiale russo († 1790)
- 22 febbraio - Peter Anich, cartografo austriaco († 1766)
- 25 febbraio - Francesco Ferdinando Sanseverino, arcivescovo cattolico italiano († 1793)

## Marzo(10)
- 5 marzo - Maria di Hannover, principessa britannica († 1772)
- 9 marzo - Giacomo Leonardis, incisore italiano († 1797)
- 9 marzo - Teresa Eletta Rivetti, mistica, scrittrice e monaca cristiana italiana († 1790)
- 10 marzo - Filippo Giovanni Battista Nicolis di Robilant, architetto italiano († 1783)
- 14 marzo - Giovanni Paolo Gamba Zampol, scultore e intagliatore italiano († 1802)
- 24 marzo - Johann Friedrich Adolf von der Marwitz, generale prussiano († 1781)
- 25 marzo - Anton Maria Borga, presbitero e letterato italiano († 1768)
- 27 marzo - Georgiana Fox, I baronessa di Holland, nobildonna inglese († 1774)
- 27 marzo - James Madison Senior, militare statunitense († 1801)
- 31 marzo - Federico V di Danimarca, re († 1766)

## Aprile(11)
- 5 aprile - Giorgio Anselmi, pittore italiano († 1797)
- 5 aprile - Giovanni Battista Feroggio, architetto italiano († 1795)
- 6 aprile - Gaetano Ghidetti, pittore, scenografo e architetto italiano († 1793)
- 6 aprile - Francesco Orsini von Rosenberg, nobile, diplomatico e politico austriaco († 1796)
- 11 aprile - Francesco Antonio Bustelli, ceramista svizzero († 1763)
- 14 aprile - Heinrich Wilhelm Muzell, ufficiale e diplomatico prussiano († 1782)
- 23 aprile - Michel Chartier de Lotbinière, ingegnere e militare francese († 1798)
- 23 aprile - Hannah Snell, militare inglese († 1792)
- 25 aprile - Emilio Carlo Altieri, IV principe di Oriolo, principe italiano († 1801)
- 25 aprile - Giovanni Marco Rutini, compositore e clavicembalista italiano († 1797)
- 30 aprile - Mathurin Jacques Brisson, fisico e ornitologo francese († 1806)

## Maggio(9)
- 5 maggio - Pio Panfili, pittore, incisore e decoratore italiano († 1812)
- 12 maggio - Domenico Mondo, artista italiano († 1806)
- 16 maggio - Carlo Luigi di Anhalt-Bernburg-Schaumburg-Hoym, principe tedesco († 1806)
- 17 maggio - Bianca Laura Saibante, poetessa e letterata italiana († 1797)
- 20 maggio - Antonio Asprucci, architetto italiano († 1808)
- 20 maggio - Francisco de Saldanha da Gama, cardinale e patriarca cattolico portoghese († 1776)
- 24 maggio - Peder Ascanius, zoologo e geologo norvegese († 1803)
- 24 maggio - Antonio Caballero y Góngora, arcivescovo cattolico spagnolo († 1796)
- 27 maggio - Manuel Antonio Flórez, generale spagnolo († 1799)

## Giugno(6)
- 3 giugno - Giovanni Antonio Scopoli, naturalista e medico italiano († 1788)
- 5 giugno - Adam Smith, filosofo e economista scozzese († 1790)
- 11 giugno - Lorenzo Onofrio Colonna, XI principe di Paliano, principe italiano († 1779)
- 11 giugno - Johann Georg Palitzsch, astronomo tedesco († 1788)
- 12 giugno - Horatio Walpole, I conte di Orford, politico inglese († 1809)
- 20 giugno - Adam Ferguson, sociologo, storico e filosofo britannico († 1816)

## Luglio(13)
- 1º luglio - Pedro Rodríguez de Campomanes, economista, storico e politico spagnolo († 1802)
- 1º luglio - Ulrica Sofia di Meclemburgo-Schwerin, duchessa († 1813)
- 5 luglio - Filippo II di Schaumburg-Lippe, sovrano tedesco († 1787)
- 10 luglio - William Blackstone, giurista britannico († 1780)
- 11 luglio - Carolina Luisa d'Assia-Darmstadt, principessa († 1783)
- 11 luglio - Charles-Georges Le Roy, enciclopedista francese († 1789)
- 11 luglio - Jean-François Marmontel, romanziere, poeta e drammaturgo francese († 1799)
- 12 luglio - Ilario Corte, archivista italiano († 1786)
- 16 luglio - Joshua Reynolds, pittore inglese († 1792)
- 20 luglio - Robert Shirley, VI conte Ferrers, nobile britannico († 1787)
- 22 luglio - Teresa Emanuela di Baviera, nobile tedesca († 1743)
- 27 luglio - Pascal Taskin, cembalaro francese († 1793)
- 28 luglio - Sámuel Gyulay, generale austriaco († 1802)

## Agosto(7)
- 1º agosto - Rudolf Joseph von Edling, arcivescovo cattolico austriaco († 1803)
- 4 agosto - Pieter Hendrik Reynst, ammiraglio olandese († 1791)
- 17 agosto - Francesco Maria Bolognini, presbitero italiano († 1800)
- 17 agosto - John Hobart, II conte di Buckinghamshire, nobile e politico inglese († 1793)
- 21 agosto - Bernardo Caprara, diplomatico italiano († 1778)
- 22 agosto - Augustine Prévost, generale britannico († 1786)
- 24 agosto - Fortunato Bartolomeo De Felice, scrittore e editore italiano († 1789)

## Settembre(1)
- 7 settembre - Jacques Pierre Abbatucci, generale italiano († 1813)

## Ottobre(9)
- 1º ottobre - Georg Rudolf Boehmer, botanico e medico tedesco († 1803)
- 4 ottobre - Nikolaus Poda von Neuhaus, entomologo austriaco († 1798)
- 17 ottobre - Giovanni Ambrogio Bertrandi, anatomista e chirurgo italiano († 1765)
- 17 ottobre - Claude Guimond de La Touche, drammaturgo francese († 1760)
- 22 ottobre - Giovanni Battista Guadagnini, teologo italiano († 1807)
- 23 ottobre - Pierre-François Basan, incisore, mercante d'arte e editore francese († 1797)
- 24 ottobre - Alejandro O'Reilly, generale e politico irlandese († 1794)
- 27 ottobre - William Chambers, architetto britannico († 1796)
- 30 ottobre - Domenico Passerini, pittore italiano († 1788)

## Novembre(10)
- 4 novembre - Federico Guglielmo III di Schleswig-Holstein-Sonderburg-Beck, nobile e militare tedesco († 1757)
- 8 novembre - John Byron, ammiraglio inglese († 1786)
- 8 novembre - Niccolò Carletti, architetto, matematico e topografo italiano († 1796)
- 9 novembre - Anna Amalia di Prussia, principessa, compositrice e badessa prussiana († 1787)
- 11 novembre - Ferdinando Morozzi, cartografo, matematico e architetto italiano († 1785)
- 14 novembre - Johann Ludwig Aberli, pittore, incisore e disegnatore svizzero († 1786)
- 14 novembre - Johann Christian Krüger, scrittore tedesco († 1750)
- 21 novembre - Étienne Noël Damilaville, filosofo e enciclopedista francese († 1768)
- 22 novembre - Pierre Michel d'Ixnard, architetto francese († 1795)
- 30 novembre - William Livingston, politico statunitense († 1790)

## Dicembre(9)
- 3 dicembre - Giovanni Benedetto Civran, vescovo cattolico italiano († 1794)
- 8 dicembre - Paul Henri Thiry d'Holbach, filosofo, enciclopedista e traduttore tedesco († 1789)
- 15 dicembre - Pierre-Antoine Baudouin, pittore e disegnatore francese († 1769)
- 21 dicembre - Antonio Brognoli, poeta e storico italiano († 1807)
- 21 dicembre - Pierre Camille Le Moine, archivista francese († 1800)
- 22 dicembre - Karl Friedrich Abel, compositore e gambista tedesco († 1787)
- 26 dicembre - Teresa Albuzzi-Todeschini, cantante lirica italiana († 1760)
- 26 dicembre - Friedrich Melchior von Grimm, scrittore tedesco († 1807)
- 27 dicembre - Carlo Ottavio di Colloredo, letterato italiano († 1786)

## Senza giorno specificato(45)
- Martín Antonio Álvarez de Sotomayor y Soto-Flores, generale spagnolo († 1819)
- Louis-Pierre Anquetil, storico francese († 1806)
- Kinzja Arslanov, rivoluzionario russo
- Domenico Auletta, compositore e organista italiano († 1753)
- Felice Luigi Balassi, matematico e presbitero italiano († 1809)
- Charles Bertram, scrittore inglese († 1765)
- Marcus Elieser Bloch, ittiologo tedesco († 1799)
- John Campbell, V duca di Argyll, nobile e ufficiale scozzese († 1806)
- Orazio Claudio Capra, architetto italiano († 1799)
- John Carr, architetto britannico († 1807)
- Cipriano di Alessandria, arcivescovo ortodosso greco († 1783)
- Vito Coco, storico, letterato e religioso italiano († 1782)
- Francesco Collecini, architetto e urbanista italiano († 1804)
- Teresa Cornelys, soprano e impresario teatrale italiano († 1797)
- Caterina Galli, mezzosoprano italiano († 1804)
- Domenico Gallo, compositore e violinista italiano († 1781)
- Johann Lorenz Gasser, anatomista austriaco († 1765)
- Marco Antonio Gentile, doge († 1798)
- Mary Godolphin, nobildonna inglese († 1764)
- Antonio González Velázquez, pittore spagnolo († 1793)
- Gavin Hamilton, pittore e archeologo britannico († 1798)
- Ike no Taiga, pittore e calligrafo giapponese († 1776)
- Giuseppe Lomellini, doge († 1803)
- Francesco Londonio, pittore italiano († 1783)
- Francesco Lorenzi, pittore italiano († 1787)
- Saverio Manetti, medico e botanico italiano († 1785)
- Joseph Micault d'Harvelay, funzionario francese († 1786)
- Demetrio I Mocenigo del Zante, italiano († 1793)
- Antonio Nebbia, cuoco italiano († 1786)
- Samson Occom, religioso e pedagogista statunitense († 1792)
- Pehr Osbeck, esploratore e naturalista svedese († 1805)
- Jean Pestré, abate e enciclopedista francese († 1821)
- Nicolas Marie Potain, architetto francese († 1790)
- Richard Price, filosofo britannico († 1791)
- Tomás Antonio Sánchez, scrittore spagnolo († 1802)
- Francesco Tadolini, architetto e disegnatore italiano († 1805)
- Mir Taqi Mir, poeta indiano († 1810)
- Francesco Antonio Baldassare Uttini, compositore e direttore d'orchestra italiano († 1795)
- Giacomo Van Lint, pittore italiano († 1790)
- Philippe Antoine de La Tour du Pin Gouvernet, generale francese († 1794)
- Jan de Lichte, brigante fiammingo († 1748)
- Jean-Baptiste du Barry, nobile francese († 1794)
- Friedrich Karl von Moser, politico tedesco († 1798)
- İvazzade Halil Pascià, politico e militare ottomano († 1777)
- İzzet Mehmed Pascià, politico ottomano († 1784)